# Eburodacrys dubitata
Eburodacrys dubitata är en skalbaggsart som beskrevs av White 1853. Eburodacrys dubitata ingår i släktet Eburodacrys och familjen långhorningar.
Artens utbredningsområde är:
- Paraguay.
- Uruguay.

Inga underarter finns listade i Catalogue of Life.